# سكوت غارنت
سكوت غارنت (بالإنجليزية: Scott Garnett)‏ هو لاعب كرة قدم أمريكية أمريكي، ولد في 3 ديسمبر 1962 في هاريسبرج في الولايات المتحدة.

## وصلات خارجية
- سكوت غارنت على موقع مرجع كرة القدم المحترفة.كوم (الإنجليزية)